# Vadim Pronskiy
Vadim Pronskiy (en ruso: Вадим Пронский; Astaná, 4 de junio de 1998) es un ciclista kazajo, miembro del equipo Terengganu Cycling Team.

## Palmarés
2017
- 1 etapa del Bałtyk-Karkonosze Tour

2018
- Giro del Valle de Aosta, más 1 etapa[1]

## Resultados en Grandes Vueltas y Campeonatos del Mundo
| Carrera         | Carrera         | 2017 | 2018 | 2019 | 2020 | 2021 | 2022 | 2023 | 2024 |
| --------------- | --------------- | ---- | ---- | ---- | ---- | ---- | ---- | ---- | ---- |
|                 | Giro de Italia  | —    | —    | —    | —    | 40.º | 29.º | 43.º | Ab.  |
|                 | Tour de Francia | —    | —    | —    | —    | —    | —    | —    | —    |
|                 | Vuelta a España | —    | —    | —    | —    | —    | 38.º | 91.º | —    |
| Mundial en Ruta | Mundial en Ruta | —    | —    | —    | —    | —    | Ab.  | —    | —    |

—: no participa
Ab.: abandono